# مذنب آيسون

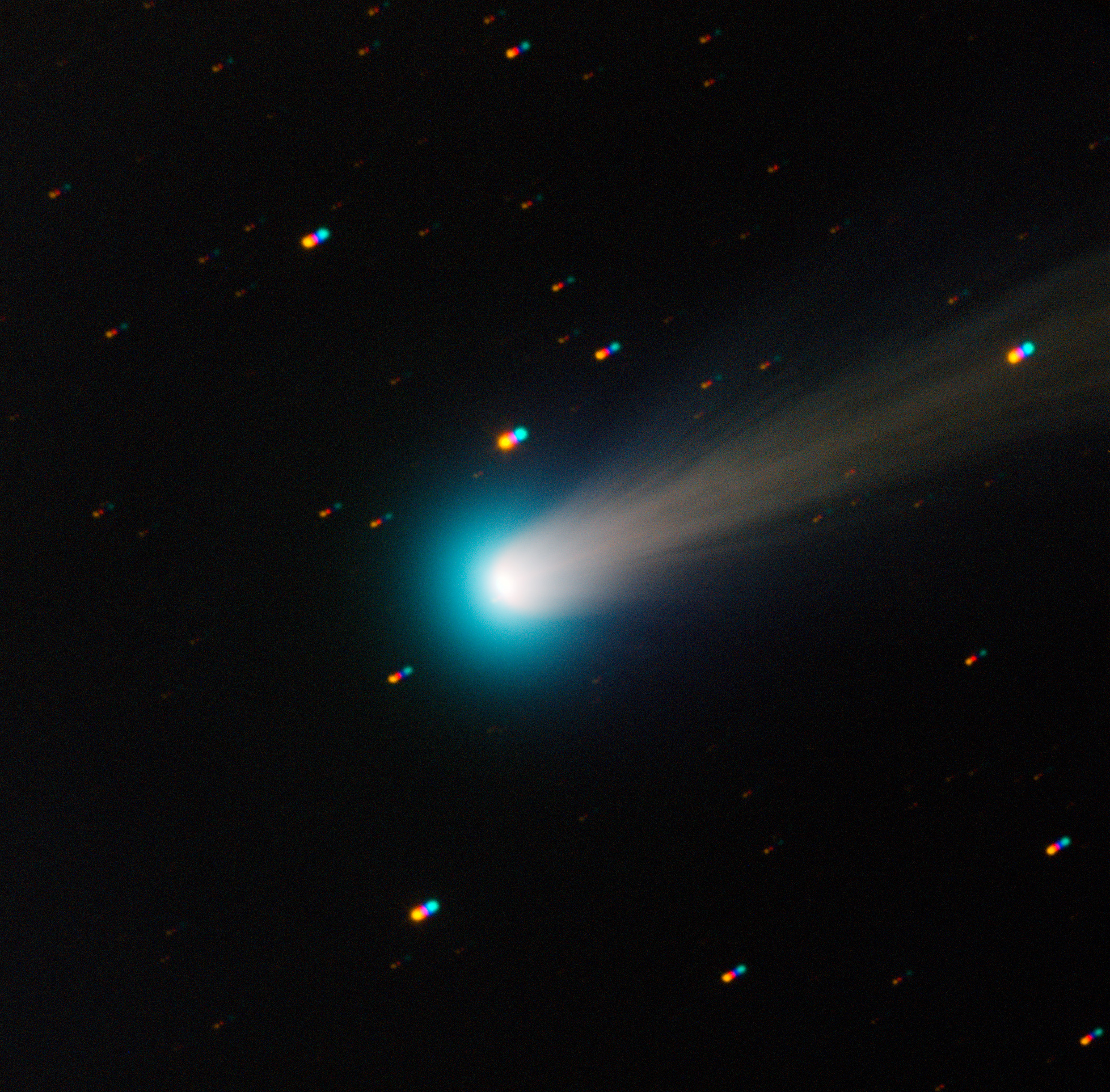

موقع مرور مذنب إيسون في القبة الفلكية.

صورة المذنب من تلسكوب هابل.

مذنب آيسون (بالإنجليزية: Comet ISON)‏ وعرف سابقًا باسم C/2012 S1، هو مذنب راعي الشمس من سحابة أورط، اكتُشف في 21 سبتمبر 2012 بواسطة أندرو سي. بيكر وأرتيوم نوفيتشونوك [الإنجليزية].

## التسمية والاكتشاف
أطلق الفلكيون على المذنب الجديد اسم «آيسون ISON» نسبة لاسم المنظومة التلسكوبية المكتشف بها ويعرف علمياً باسم"C/2012 S1". وقد اكتشفه اثنان من الهواة الروسيين فيتالي نفسكي (Vitali Nevski) و آرتيوم نوفيتشونوك (Artyom Novichonokm) في مدينة كيسلوفودسك وذلك في شهر سبتمبر أيلول 2012 باستخدام تلسكوب قطره 16 بوصة، وهو جزء من (الشبكة البصرية العلمية الدولية - International Scientific Optical Network) المعروفة اختصاراً باسم"ISON"والموجودة في روسيا ومن هنا جاء اسم المذنب.
تمت رؤية المذنب في جهة كوكبة السرطان. فقد لاحظ العالمان وجود بقعة سحابية بطيئة جدًا وخفيفة ونادرة في حركتها في السماء، وعلى الفور قام العالم الفلكي نوفيتشونوك بإرسال برقية إلى الجهات المختصة بالرصد وتسجيل المذنبات المكتشفة حديثاً. وقام بتحديد موقع السحابة في الفضاء طالباً منهم دراستها بشكل مفصّل والتحقق مما إذا كانت مذنبأ جديداً أم لا؛ حيث أكدوا له فيما بعد أنه اكتشف مذنباً جديداً في المجموعة الشمسية.
ويقول نوفيتشونوك، «في البداية لم نكن متأكدين من كونه مذنب جديد في المجموعة الشمسية لأن الكاميرا التي لدينا مساحتها ضيقة ولا يمكنها رصده كما أن المذنب كان مضغوطاً بحيث لا يمكن تمييزه بدقة كما أنه كان بعيداً جداً بحيث أخبرنا الفلكيون أن مداره أبعد من كوكب المشتري والذي يبعد عن الأرض أكثر من 600 مليون كيلو متر».
وصل القدر الظاهري للمذنب نحو 5 في يوم 29 نوفمبر 2013 عند اقترابه من الشمس.
وضعف الضوء الصادر منه باقترابه من الشمس بحيث لم يصبح من الممكن رؤيته بالعين المجردة في يوم 30 ديسمبر 2013، فكانت لمعانه قد وصل إلى 7 قدر ظاهري.< وكان قطر نواة المذنب ايسون يقدر بين 2 و 3 كيلومترات ولكن مسبار مارس ريكونيسانس أوربيتر الذي يدور حول كوكب المريخ يقدر حجمه بنحو 8 و0 كيلومتر فقط.
وفي 1 ديسمبر استمر ضعف رؤية المذنب باقترابه المتواصل إلى الشمس. وأعلن مرصد CIOC في 2 ديسمبر 2013 المذنب آيسون قد تحلل تماما
إلا أن ناسا لا تزال تحاول رؤية أي بقايا منه.
.
كما حاول تلسكوب هابل الفضائي رؤيته أو بقايا منه في 19 ديسمبر 2013.

## الوضوح والرؤية
سيصبح ظاهرًا في سماء الأرض عندما يصل إلى أقرب نقطة له مع الشمس وذلك في 28 نوفمبر 2013 على بعد 1,800,000 كم من قلب الشمس، ومن المتوقع أن يصل إلى قدر ظاهري يقارب كوكب الزهرة في السماء.
وقد رجح علماء فلك أن مذنب آيسون الذي يشق طريقه نحو الأرض ربما سيفوق ضوئه ضوء القمر حين يمر في نهاية عام 2013م، إذا ما أفلت خلال رحلة اقترابه من الشمس، وسوف يكون المذنب في تشرين الثاني القادم على بعد 1.9 مليون كيلومتر من مركز الشمس.
وصرح الفلكي دونالد يومانس رئيس برنامج الأجرام القريبة من الأرض في وحدة الدفع النفاث بإدارة الطيران والفضاء ناسا بإنه مع اقتراب المذنب تذيب حرارة الشمس الثلوج التي تغطي جسمه، ليظهر ذيل تمكن رؤيته ليلا من الأرض بالعين المجردة فيما بين تشرين الأول 2013 وكانون الثاني 2014، لكن ذلك يتوقف على نجاة المذنب.
وقد يتحطم المذنب آيسون إذا اقترب من الشمس، أو قد يخفق في تكوين ذيل من جزيئات الجليد ترى من على سطح الأرض.
ويشبه مسار المذنب آيسون إلى حد كبير المسار الذي مر به مذنب شق طريقه إلى الأرض في عام 1680، وكان مضيئا لدرجة أتاحت مشاهدة ذيله في وضح النهار.
وكتب الفلكي البريطاني ديفد وايتهاوس في صحيفة إندبندنت أنه قد يكون المذنب آيسون أكثر المذنبات التي شوهدت منذ أجيال إشعاعا، وقد تفوق أشعته حتى ضوء القمر.

## الإقتراب من الشمس

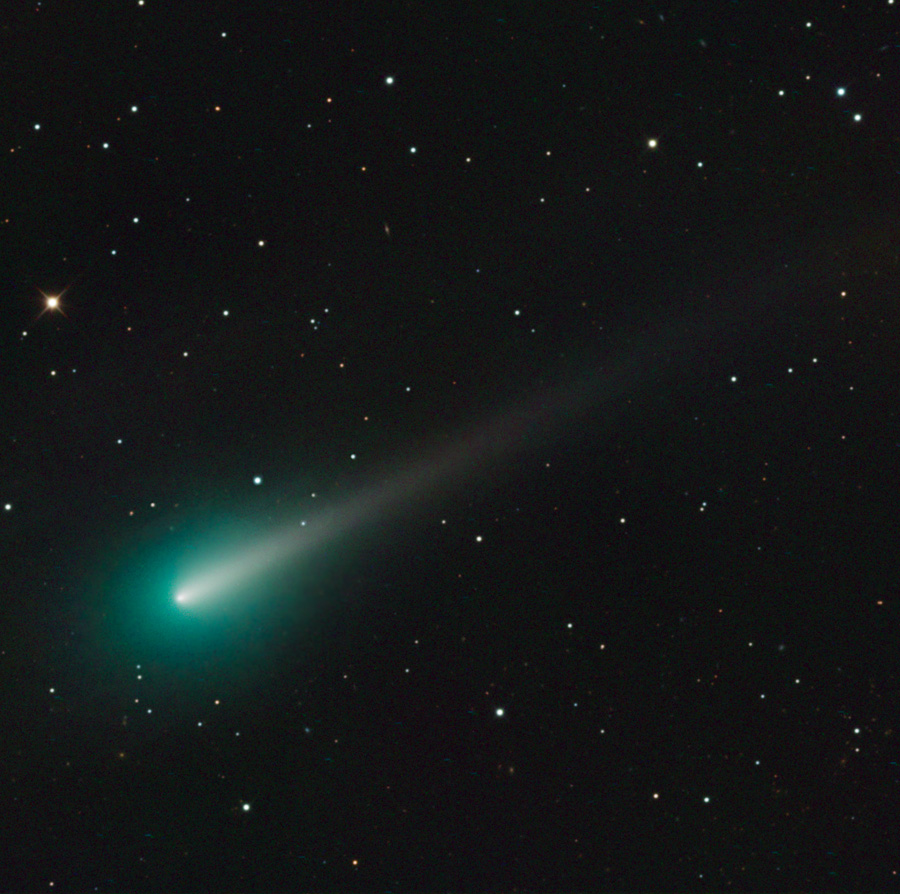
صورة المذنب أيسون يوم 8 أكتوبر 2013 التقطها مرصد مونت ليمون.

يتحرك المذنب مقتربا من الشمس في تشرين الثاني من عام 2013 وإذا لم يتبخر أو يتفتت يمكن أن يرى بالعين المجردة في ديسمبر كانون الأول. يتوقع أن يمر المذنب من على مسافة تقدر بنحو مليون كيلومتر فقط عن سطح الشمس يوم 28 نوفمبر تشرين الثاني. لا يعرف العلماء كيف سيتماسك المذنب، فبعد أن يتفتت وهو يدور حول الشمس ويتحرك بسرعة 377 كيلومترا في الثانية سترتفع درجة حرارته إلى نحو 2760 درجة مئوية أي ما يكفي لتبخر ليس فقط الجليد على سطحه وإنما الصخور والمعادن أيضا. إذا لم تتسبب الحرارة في ذبول آيسون تماما فإن جاذبية الشمس قد تفتته لكن العلماء يقولون إن حسابات حديثة جرت تظهر أن آيسون سيصمد.

## اقرأ أيضا
- مذنب هيل-بوب
- مذنب هالي
- مذنب هيكوتيك
- مذنب
- مذنب راعي الشمس
- مذنب بان ستارز